# Ana Isabel García Llorente

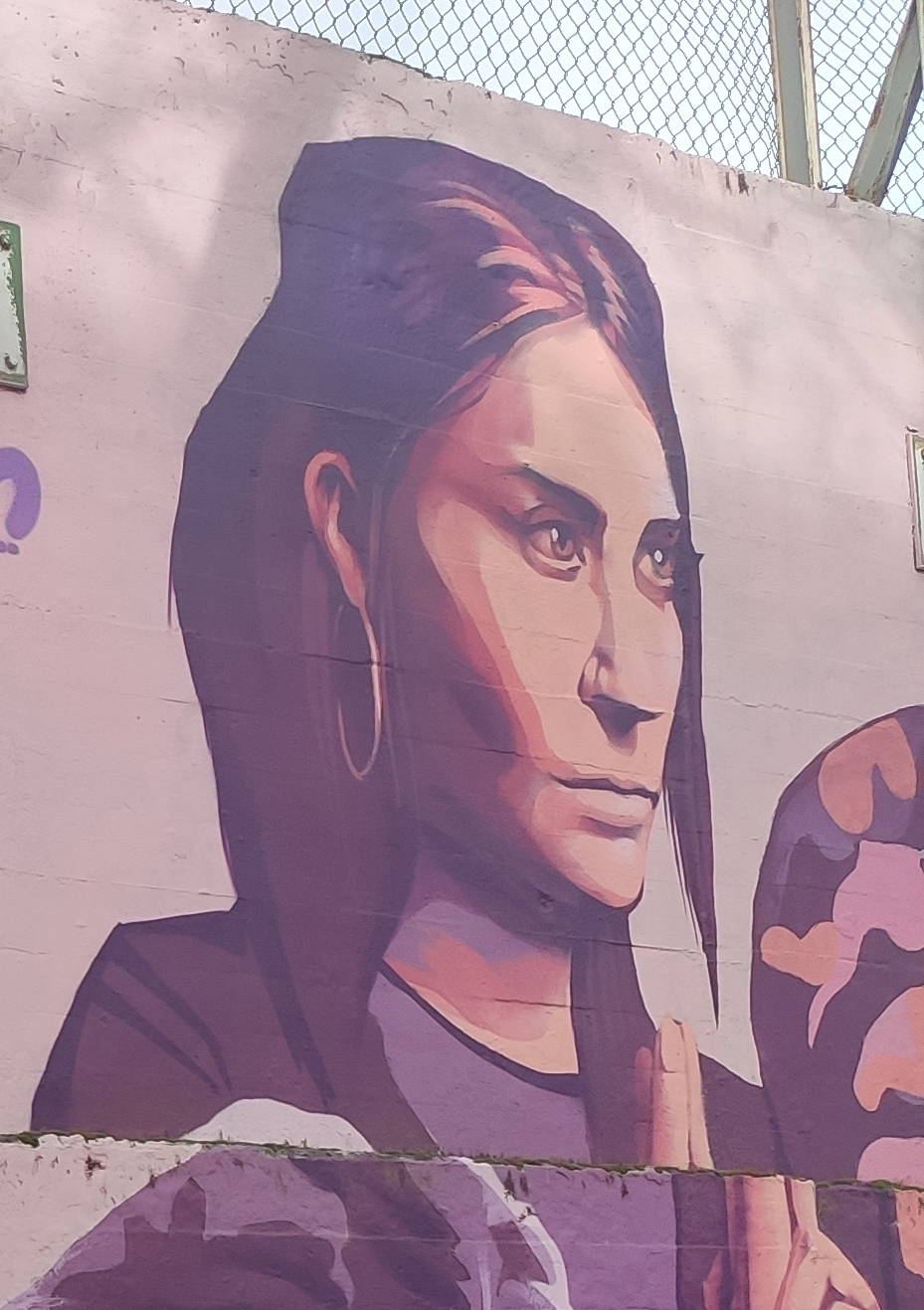
Gata Cattana, Wandgemälde in Madrid, Aufnahme von 2021

Ana Isabel García Llorente, besser bekannt unter ihren Künstlernamen Gata Cattana und Ana Sforza (* 11. Mai 1991 in Adamuz, Provinz Córdoba; † 2. März 2017 in Madrid) war eine spanische Rapperin, Dichterin, Feministin und Politikwissenschaftlerin.

## Leben
García Llorente fühlte sich seit ihrer Kindheit zur Musik hingezogen. Im Alter von vierzehn Jahren begann sie, bei Volksfesten zu singen, wo sie durch ihre Stimme und ihre Auftritte auffiel. Sie studierte Politikwissenschaften zunächst in Granada, 2012 dann für den Master in Madrid.
Dank eines Cousins lernte sie die Welt des Rap kennen, in der Poesie und Musik für sie zusammenpassten, wie sie in mehreren Interviews später bekundete:

„Es una música con mucho contenido y bastante dura, en contraste con toda la música light, vacía y políticamente correcta que sonaba en la radio, creo que eso fue lo que más me gustó.“

„Es ist Musik mit viel Inhalt und ziemlich hart, im Gegensatz zu all der leichten, leeren und politisch korrekten Musik, die im Radio lief, und ich glaube, das hat mir am besten gefallen.“

García Llorente wurde Mitglied der Flamenco-Gruppe Aquí pongo la Era, die ein Album mit dem Titel Carpe diem herausbrachte, auf dem sie musikalische Rhythmen mit Rap kombinierte. Später gründete sie mit ihrer besten Freundin Anabel eine Gruppe namens Cattana, eine Wortverbindung aus „Gata“ und „Ana“. Im Jahr 2013, nach der Auflösung der Gruppe, beschloss sie „Cattana“ als ihren Nachnamen anzunehmen.
Ab 2014 nahm Cattana an Open Mic Sessions in ganz Spanien teil und begann, sich einen Namen zu machen. Nach Abschluss ihres Studiums beschloss García Llorente, sich vollständig der Musik zu widmen, und begann, eigene Songs zu schreiben, sie in sozialen Netzwerken zu veröffentlichen und an zahlreichen Veranstaltungen teilzunehmen, wobei sie in der Regel von ihren Freunden Carlos Esteso (als DJ und Cutter einiger Videoclips) und Aenegé begleitet und unterstützt wurde.
Die Künstlerperson „Gata Cattana“ ermöglichte ihr, unterschiedliche Persönlichkeiten zu sein. Während sie sich selbst als „normale Frau“ definierte, aus einem abgelegenen Dorf stammend und der Poesie zugetan, nachdenklich, sensibel und engagiert, ist „Gata Cattana“ als Person kämpferisch und herrschsüchtig. Gegen Ende ihrer kurzen Schaffenszeit wurde sie in der Vermittlung ihrer Botschaften und Ideen subtiler. Insgesamt machte sie Rap für aufmerksame, informierte und gebildete Hörer, da sie auf historische oder mythologische Anspielungen zurückgriff, um sich auf Ereignisse zu beziehen, die in der Gegenwart stattfanden oder um einfach ihre Texte interessanter zu machen.
In einem ihrer Interviews verwies sie auf Francisco de Quevedo und Luis de Góngora und bezeichnete sie als mehr Rapper als viele Zeitgenossen, Rapper seien die Dichter von heute. Sie bewunderte viele Flamenco-Sängerinnen aller Zeiten und besonders Estrella Morente, mit der sie sich sehr identifizierte. Einer der Künstler, der sie am stärksten beeinflusste, war Niño de Elche. Eine weitere Konstante in ihrem Werk sind Anspielungen auf Federico García Lorca und seine Werke Yerma und La casa de Bernarda Alba.
In ihrer Lyrik verarbeitete sie Elemente der Volkskultur und der Sprache der Quinqui.
Als Dichterin wuchs García Llorente in der Szene von Underground-Recitals und Poetry-Slams auf. Auch parallel zu ihrer Karriere als Rapperin nahm sie weiter an verschiedenen Poesieabenden teil oder kehrte als Ehrengast zum „Poetry Slams Granada“ zurück, den sie zuvor auch schon einmal gewonnen hatte. Im November 2016 legte sie unter ihrem Künstlernamen „Gata Cattana“ eine Gedichtsammlung namens La escala de Mohs vor, zunächst im Selbstverlag, nach ihrem Tod mehrfach neu aufgelegt. Zusammen mit der Gedichtsammlung veröffentlichte sie eine EP mit dem Titel Inéditos 2015.
García Llorente starb im Alter von 25 Jahren an den Folgen einer Anaphylaxie. Ihr zum Zeitpunkt ihres Todes noch unveröffentlichtes Album Banzai wurde posthum am 19. Oktober 2017 als eine Hommage an Gata Cattana von ihrer Familie und Freunden herausgebracht.
2020 erschienen unveröffentlichte Gedichte und Erzählungen in der Sammlung No vine a ser carne.
2023 wurde Eterna, ein Dokumentarfilm über ihr Leben unter der Regie von Juan Manuel Sayalonga und David Sainz veröffentlicht.

## Werke
Diskografie
- Los siete contra Tebas (2012)
- Anclas (2015)
- Inéditos 2015 (2016)
- Banzai (posthum 2017)

Literatur
- La escala de Mohs  (2016)
- No vine a ser carne (posthum 2020)